# Кунсткамера (Вена)

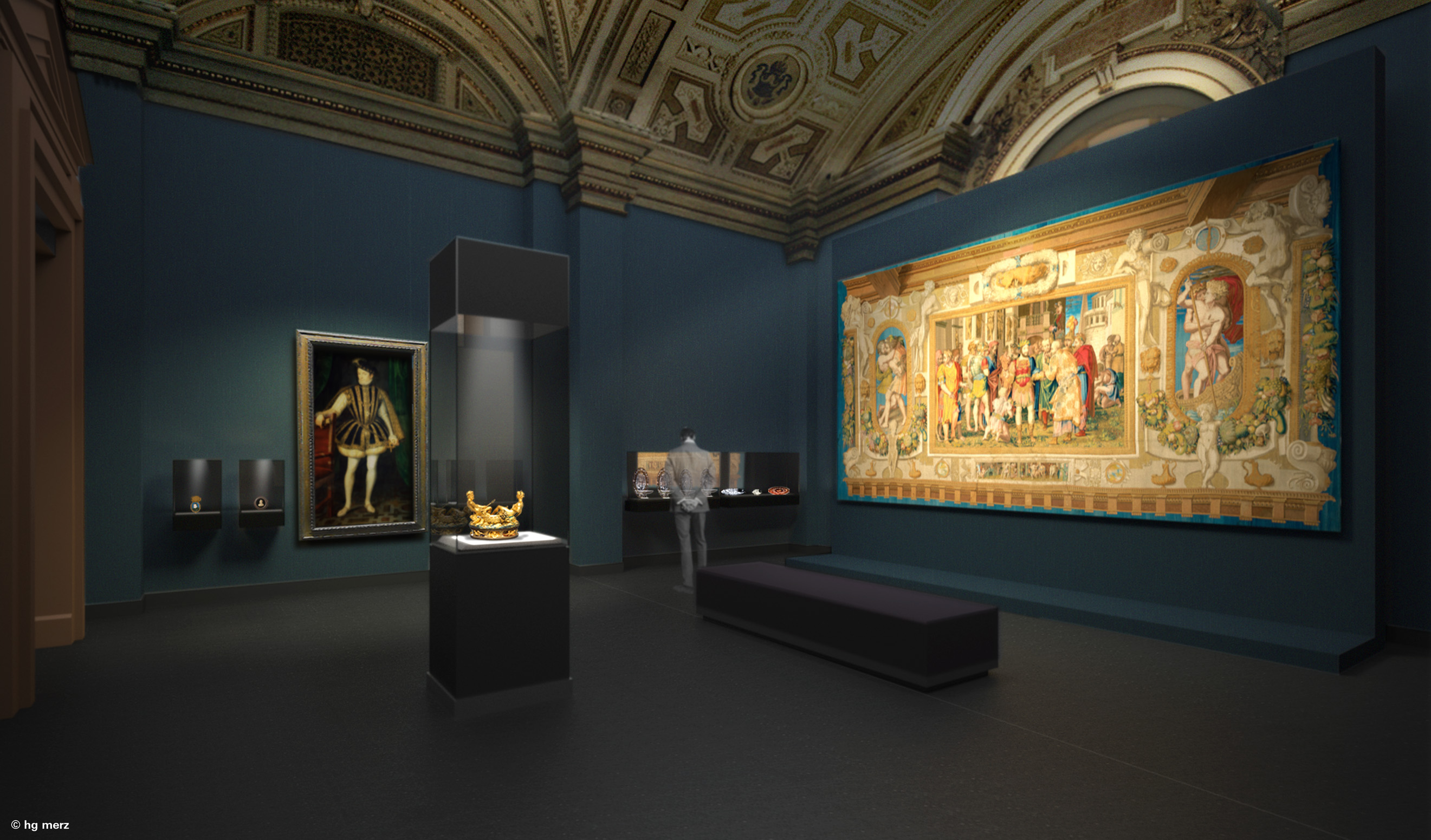
Кунсткамера

Кунсткамера (нем. Kunstkammer Wien) — коллекция скульптуры и декоративно-прикладного искусства в составе Музея истории искусств в Вене. Основана на произведениях из коллекций династии Габсбургов, которые собирали их в течение XV—XVIII веков. Группа самых известных экспонатов происходит из казны немецких королей и императоров Средневековья, т. н. «Императорской казны». Одно из крупнейших и важнейших собраний в своем роде в мире.
Экспозиция насчитывает 2200 предметов, размещаемых на площади 2700 м². Выбор экспонатов охватывает историю искусств, начиная с средних веков, включая эпохи Возрождения, маньеризма и барокко, и заканчивается эпохой классицизма. Среди экспонатов: ювелирные изделия, чаши, кубки, скульптуры, бронзовые статуэтки, причудливые предметы из слоновой кости и сосуды с драгоценных камней, а также ценные часы, сложные автоматоны, научные приборы, роскошные игральные доски и тому подобное. Самый известный экспонат коллекции — золотая солонка («Сальера») Бенвенуто Челлини (1500—1572), частично покрытая эмалью, на пьедестале из чёрного дерева, изготовленная в 1540—1543 годах для французского короля Франциска I. В собрании также представлены обои тонкой работы, изготовленные из шерсти и шелка в 1-й половине XVIII века.
С 2002 по 2013 Кунсткамера находилась на реконструкции; открыта для посетителей с 1 марта 2013. Новая планировка экспозиции основана на теме «Коллекционеры дома Габсбургов и их собрание».